# (100221) 1994 PP12
(100221) 1994 PP12 es un asteroide perteneciente al cinturón de asteroides, descubierto el 10 de agosto de 1994 por Eric Walter Elst desde el Observatorio de La Silla, Chile.

## Designación y nombre
Designado provisionalmente como 1994 PP12.

## Características orbitales
1994 PP12 está situado a una distancia media del Sol de 2,519 ua, pudiendo alejarse hasta 2,634 ua y acercarse hasta 2,404 ua. Su excentricidad es 0,045 y la inclinación orbital 1,991 grados. Emplea 1460 días en completar una órbita alrededor del Sol.

## Características físicas
La magnitud absoluta de 1994 PP12 es 15,8.